# Viktor Vargovčík
Viktor Vargovčík (4. listopadu 1934, Slanské Nové Mesto - 1. března 2017, Sabinov) byl slovenský fotbalista, útočník.

## Fotbalová kariéra
Odchovanec Michaľan, ve dvaceti letech se v roce 1954 dostal jako šikovný střelec do 2. ligy do VSS Košice. I když byl spolu s Buberníkem nejlepším střelcem mužstva při postupu z druhé ligy, šanci v první lize dostal až v 8. kole 27. května 1956 při prohře 0:1 se Spartou. Po sestupu odešlo více hráčů a v tříkolové druhé lize 1957/58 opět pravidelně hrál a týmu pod vedením trenéra Jozefa Karla a pod hlavičkou Jednota Košice pomohl k návratu do ligy. V ligovém týmu chyběl z důvodu nástupu na vojnu do týmu ČH Bratislava, se kterým získal v sezóně 1958/59 ligový titul. Po návratu z vojny působil ještě kratší dobu v Košicích a kariéru končil ve 37 letech v Sabinově, kam se s rodiči přestěhoval.

## Ligová bilance
| Ročník                                   | Zápasy | Góly | Klub               |
| ---------------------------------------- | ------ | ---- | ------------------ |
| 1. československá fotbalová liga 1956    | 1      | 0    | Jednota VSS Košice |
| 1. československá fotbalová liga 1958/59 | 1      | 0    | ČH Bratislava      |
| 1. československá fotbalová liga 1958/59 | 1      | 0    | TJ Jednota Košice  |
| CELKEM                                   | 3      | 0    |                    |